# Marc Raquil
Marc Raquil, né le 2 avril 1977 à Créteil, est un athlète français, pratiquant le 400 mètres. Il est le codétenteur du record de France du relais 4 × 400 mètres en 2 min 58 s 96.

## Biographie
Pratiquant assidu des sports collectifs lorsqu'il était jeune, Marc commence l'athlétisme assez tard, à l’âge de 18 ans. Au lieu du sprint, il se met au cross, discipline sélective et formatrice. Sa carrure le prédestine pourtant vers le sprint long, en effet il mesure 1,92 m pour 82 kg.
Multiple champion de France du 400 m. Marc Raquil se fait remarquer pour la première fois en 2001, quand il bat le record de France du 400 m vieux de plus de 10 ans dans le temps de 44 s 95. Sa façon de courir et son look le rendent rapidement populaire auprès des plus jeunes. Suivront divers problèmes de condition physique qui l'empêcheront d'être à son meilleur niveau sur la scène européenne et mondiale.
En 2001, aux Championnats du monde, il est éliminé en demi-finale mais il éclate réellement aux yeux de tous lors des Championnats du monde d'athlétisme 2003 : en effet, lors de la finale du 400 m, étant dernier au sortir du dernier virage, il réalise une dernière ligne droite éblouissante, et termine sur le podium (3e à deux centièmes de la 2e place) en établissant un nouveau record de France (44 s 79). Le 26 février 2009 il sera classé 2e à la suite du déclassement pour dopage de Jerome Young.
Malheureusement, à la suite d'une blessure au mollet gauche, il doit déclarer forfait pour les Jeux olympiques d'été de 2004 à Athènes.
En juillet 2005, il a récupéré, avec les autres membres du relais 4 × 400 m Stéphane Diagana, Naman Keita et Leslie Djhone sa médaille d'or des Championnats du monde d'athlétisme 2003, à la suite de la disqualification du relais américain pour contrôle positif sur Calvin Harrison,. Cette remise de médailles s'est faite dans le cadre du meeting de Paris Saint-Denis, là même où s'étaient déroulés les championnats deux ans plus tôt.
Après des années de disette, dues à des problèmes de condition physique, il revient en force lors des Championnats d'Europe d'athlétisme 2006, à Göteborg, en Suède, en remportant la médaille d'or du 400 m grâce à son finish peu académique mais ravageur. Son camarade d'entraînement Leslie Djhone accroche la médaille de bronze.
Sa saison 2007 est à nouveau gâchée par une blessure qui ne lui permet pas de participer aux Championnats du monde à Osaka.
Blessé aux jambes le 3 juillet, il doit également renoncer aux Jeux olympiques d'été de Pékin en 2008.

## Palmarès

### International
| Date | Compétition                     | Lieu        | Résultat | Épreuve   | Temps         |
| ---- | ------------------------------- | ----------- | -------- | --------- | ------------- |
| 1997 | Championnats d'Europe espoirs   | Turku       | 4e       | 4 x 400 m | 3 min 04 s 80 |
| 1999 | Championnats d'Europe espoirs   | Göteborg    | 3e       | 400 m     | 46 s 18       |
| 1999 | Championnats d'Europe espoirs   | Göteborg    | 4e       | 4 x 400 m | 3 min 04 s 15 |
| 2000 | Championnats d'Europe en salle  | Gand        | 3e       | 400 m     | 47 s 28       |
| 2000 | Jeux olympiques                 | Sydney      | 4e       | 4 x 400 m | 3 min 00 s 64 |
| 2001 | Coupe d'Europe des nations      | Brême       | 1er      | 400 m     | 44 s 95       |
| 2003 | Coupe d'Europe des nations      | Florence    | 1er      | 400 m     | 44 s 88       |
| 2003 | Championnats du monde           | Saint-Denis | 2e       | 400 m     | 44 s 79       |
| 2003 | Championnats du monde           | Saint-Denis | 1er      | 4 x 400 m | 2 min 58 s 96 |
| 2003 | Finale mondiale de l'athlétisme | Monaco      | 5e       | 400 m     | 45 s 96       |
| 2005 | Championnats d'Europe en salle  | Madrid      | 1er      | 4 x 400 m | 3 min 07 s 90 |
| 2005 | Coupe d'Europe des nations      | Florence    | 1er      | 400 m     | 45 s 80       |
| 2005 | Championnats du monde           | Helsinki    | 6e       | 4 x 400 m | 3 min 03 s 10 |
| 2006 | Coupe d'Europe des nations      | Malaga      | 1er      | 400 m     | 45 s 89       |
| 2006 | Championnats d'Europe           | Göteborg    | 1er      | 400 m     | 45 s 02       |
| 2006 | Championnats d'Europe           | Göteborg    | 1er      | 4 x 400 m | 3 min 01 s 10 |

### National
- Championnats de France d'athlétisme :
  - Vainqueur du 400 mètres en 2002, 2003, 2004 et 2005
- Championnats de France d'athlétisme en salle :
  - Vainqueur du 400 mètres en 2000

## Records personnels
| Épreuve | Performance | Date         | Lieu        |
| ------- | ----------- | ------------ | ----------- |
| 400 m   | 44 s 79     | 26 août 2003 | Saint-Denis |